# Lee Woo-jung
Lee Woo-jung es una guionista de televisión surcoreana. 

## Carrera
Woo-jung es conocida por escribir la serie de dramas Reply de TVN: Respuesta 1997 (2012), Respuesta 1994 (2013) y Respuesta 1988 (2015-2016). También escribió los populares programas 2 Días y 1 Noche, Qualifications of Men, Grandpas Over Flowers, Sisters Over Flowers, Youth Over Flowers y Three Meals a Day
Obtuvo la mención presidencial de honor por su trabajo en Grandpas Over Flowers en el Korea Content Awards 2013, que alabaron por su representación de "cuatro ancianos mochileros con humor y calidez."

## Filmografía

### Espectáculo de variedades
- Heroine 6 (KBS2, 2004–2006)
- 2 Days & 1 Night (KBS2, 2007–2012)
- Qualifications of Men (KBS2, 2009–2013)
- Grandpas Over Flowers (tvN, 2013–2015)
- Sisters Over Flowers (tvN, 2013–2014)
- Youth Over Flowers (tvN, 2014–2016)
- Three Meals a Day (tvN, 2014–2015)
- New Journey to the West (tvN, 2015)
- "Youn's kitchen" (tvN,2017)

### Series de televisión
- Respuesta de 1997 (tvN, 2012)
- Respuesta de 1994 (tvN, 2013)
- Respuesta de 1988 (tvN, 2015-2016)
- Prisión Playbook (tvN, 2017-2018)
- Pasillos de hospital (Netflix, 2020-2021)